# Kallithea - Moustafádhes
Kallithea - Moustafádhes (Kallithea) är en ort i Grekland.   Den ligger i prefekturen Nomós Voiotías och regionen Grekiska fastlandet, i den sydöstra delen av landet, 40 km nordväst om huvudstaden Aten. Kallithea - Moustafádhes ligger 150 meter över havet och antalet invånare är 700.
Terrängen runt Kallithea - Moustafádhes är varierad. Kallithea - Moustafádhes ligger nere i en dal. Runt Kallithea - Moustafádhes är det glesbefolkat, med 9 invånare per kvadratkilometer. Närmaste större samhälle är Thívai, 10,6 km väster om Kallithea - Moustafádhes. Trakten runt Kallithea - Moustafádhes består till största delen av jordbruksmark.